# Club Atlético Sarmiento (Junín)
El Club Atlético Sarmiento es una entidad deportiva de la ciudad de Junín, en el interior de la provincia de Buenos Aires, Argentina, fundada el 1 de abril de 1911. El fútbol masculino es su disciplina más destacada, donde juega en la Primera División, la categoría más importante del país. También compite en básquetbol y hockey sobre césped, entre otras disciplinas.
En su etapa amateur compitió solo en la Liga Deportiva del Oeste, pasando al profesionalismo al afiliarse a la AFA en 1952. Desde entonces ha disputado campeonatos oficiales.
Juega sus partidos de local en el Estadio Eva Perón, que con una capacidad de 23 000 espectadores es uno de los más grandes del interior de la provincia, contando con palcos, platea cubierta, platea descubierta y tribunas populares. 
Entre sus logros deportivos más importantes se encuentran los títulos de segunda división en los campeonatos de Primera B 1980 y Primera Nacional 2020, y el de reserva en la Copa de la Liga 2021, y sus tres ascensos a Primera División, en 1980, 2014 y 2021. En 2020 el club se encontraba en el puesto 44.º de la clasificación histórica de Primera División de Argentina en la era profesional.

## Historia

### Orígenes
El club surgió a partir de la idea de un grupo de entusiastas que fundaron el Sarmiento Football Club. Recién 22 años después, el 27 de enero de 1933 la Asamblea aprueba el cambio de nombre y se sustituye la denominación de Sarmiento Football Club por la que perduraría en el tiempo: Club Atlético Sarmiento.
Antes de ingresar al profesionalismo tuvo una muy buena participación en el fútbol amateur. En 1917 se organiza el primer campeonato oficial de la Liga, siendo el primer campeón justamente el Club Atlético Sarmiento. Entre 1917 y 1950 obtuvo 13 campeonatos de la Liga Deportiva del Oeste (Liga local). En 1945 clasifica para jugar la Copa de la República como uno de los representantes de los equipos no afiliados de la provincia de Buenos Aires llegando hasta los cuartos de final y siendo eliminado por Boca Juniors (Primera ronda: libre Segunda ronda: Gimnasia y Esgrima de Mercedes 0 - Sarmiento 7 Tercera ronda: Sarmiento 9 - Independencia 2 Cuarta ronda: San Martín de Olavarría 1 - Sarmiento 3 Cuartos de final Sarmiento 2 - Boca Juniors 3).

### La afiliación
En 1950, durante la presidencia de Valentín Suarez en la AFA, se pone en marcha un proyecto que buscaba afiliar cada año a un club del interior cercano a la Capital Federal. Luego del intento fallido de 1951, fue postulado Sarmiento por petición de Juan Ramon Duarte, hermano de la primera dama y simpatizante del club de su ciudad natal. De esta manera, Sarmiento fue incorporado a la temporada de 1952 de la Primera B.
En 1974, Sarmiento ascendió de la Primera C a la Primera División B, segunda categoría del fútbol argentino. Su siguiente ascenso se produjo en 1977 ya participando en AFA como afiliado, ya que consiguió armar un plantel equilibrado, con capacidad ofensiva y firme en defensa. El técnico fue Héctor Silva en los dos ascensos. Para destacar de su tarea es que por primera vez en 18 años un mismo técnico comenzaba y terminaba un campeonato en Sarmiento sin ser reemplazado.
En 1980 se produce el acontecimiento más importante en la historia de Sarmiento: consigue el campeonato de la Primera B y el ascenso a la Primera División de Argentina por primera vez en su historia. Tras dos temporadas en Primera A vuelve a la Primera B.
En la temporada 1990-91 asciende a la Primera B Metropolitana, después de ganar el octagonal final de su división. En las temporadas 1992-93 y 1995-96 logra ascender a la Primera B Nacional. Tras siete años en la B Metropolitana y consiguiendo el primer puesto, vuelve a la B Nacional.
Su último ascenso se produce en la Primera División de la B Nacional 2014 bajo la conducción de un experimentado director técnico del ascenso como es Sergio Lippi, lo que le permite la posibilidad de jugar el torneo de Primera División 2015, formando un plantel con jugadores con experiencia en esta categoría.
Tras malas campañas, el club de Junín perdió la categoría en la temporada 2016-17.

### Liga Deportiva del Oeste
El club participa también en los torneos amateurs de la Liga Deportiva del Oeste, en la cual lleva obtenidos 23 campeonatos de primera división: 1917, 1920, 1921, 1928, 1929, 1932, 1936, 1937, 1939, 1943, 1944, 1945, 1950, 1953, 1954, 1956, 1957, 1960, 1995 (apertura), 1999 (apertura), 1999 (clausura), 2001 (clausura) y 2018 (apertura).
Sarmiento es el segundo club que más títulos consiguió dentro de la liga, superado sólo por Jorge Newbery con 25. También ha ganado 4 torneos nocturnos no oficiales: 1957/58, 1962/63, 1964/65 y 1991/92, y un torneo interligas: 2006. Contando estas competencias el club tiene 28 títulos regionales, superado sólo por Jorge Newbery con 30.

## Filiales y peñas

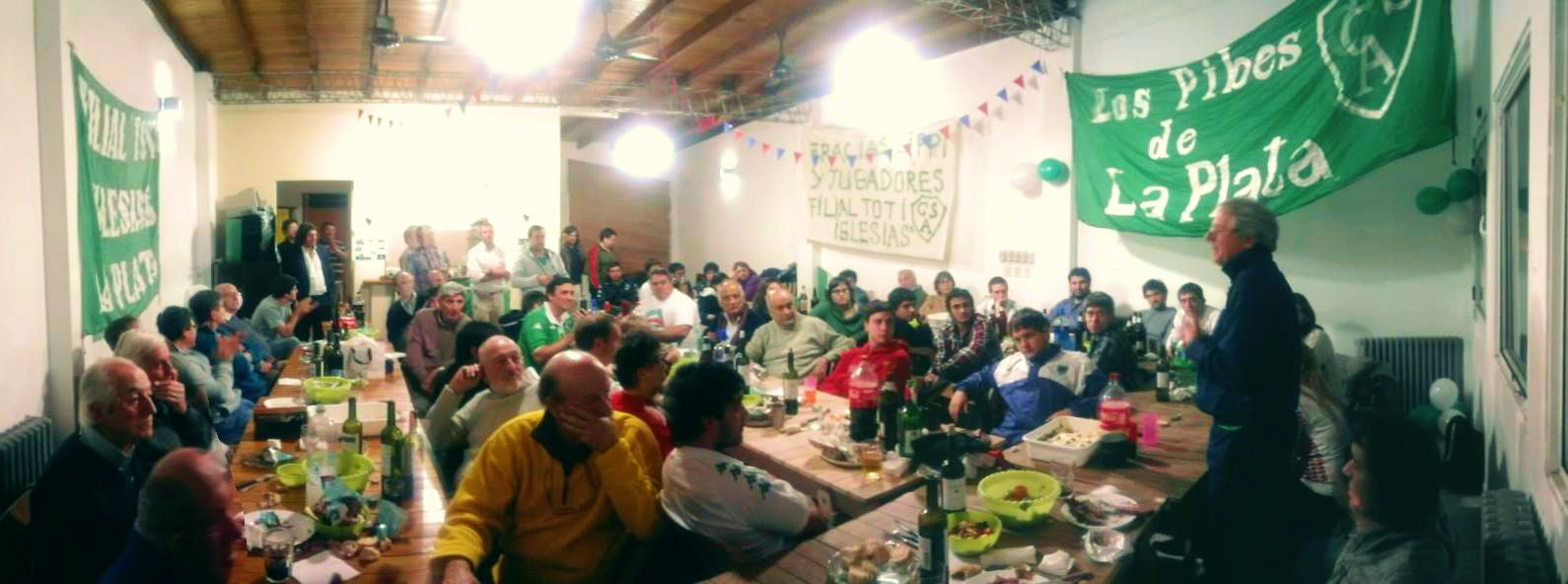
Cena de la Filial Toti Iglesias de La Plata, en 2013, con la presencia del director técnico Sergio Lippi y el vicepresidente del club, Claudio Perkusic.

Existen más de 25 peñas y filiales del club; la mitad funcionan dentro de Junín y el resto en localidades vecinas como Lincoln, Vedia y Chacabuco, y en grandes ciudades como Buenos Aires, Rosario, La Plata y Mar del Plata. Incluso existe una filial en San Martín de los Andes, a 1.500 kilómetros de Junín.
Algunas son grupos de amigos que se reúnen periódicamente a cenar y a colaborar con el club. Otras, como las filiales ubicadas en grandes ciudades, funcionan además como verdaderos brazos institucionales del club. Suelen llevar a sus reuniones a directivos, directores técnicos, jugadores de la plantilla del momento y también a exjugadores y glorias del club; realizan homenajes, recaudan fondos para ayudar diferentes emprendimientos de la institución, recuerdan hechos históricos, organizan viajes para ver partidos, administran el cobro de las cuotas sociales y mantienen la identidad sarmientista en cada lugar donde funcionan.
Filiales
| Nombre                         | Ubicación               | Creación |
| ------------------------------ | ----------------------- | -------- |
| Filial 1.º de Abril            | Buenos Aires            | 2006     |
| Filial Chocho Correas          | Rosario                 |          |
| Filial Daniel Cangialosi       | Mar del Plata           |          |
| Filial Femenina Eva Perón      | Junín                   |          |
| Filial San Martín de los Andes | San Martín de los Andes |          |
| Filial Taqueta Barrionuevo     | Junín                   | 2014     |
| Filial Toti Iglesias           | La Plata                | 2009     |

Peñas
| Nombre                          | Ubicación       | Creación |
| ------------------------------- | --------------- | -------- |
| Movimiento Popular Sarmientista | Junín           | 2018     |
| Peña 1911                       | Junín           |          |
| Peña Alejandro Corbanini        | Junín           |          |
| Peña Andrés Gringo Alonso       | Lincoln         |          |
| Peña Capitán Guerrero           | Junín           |          |
| Peña del Hincha                 | Junín           |          |
| Peña Fabio Nigro                | Junín           |          |
| Peña Gustavo Vigorelli          | Junín           | 2015     |
| Peña Hébert Pérez               | Junín           |          |
| Peña Juan Bocha Boianelli       | Vedia           |          |
| Peña Juan Manuel Pepo García    | Fortín Tiburcio |          |
| Peña Luciano Lobianco           | Los Toldos      |          |
| Peña Luciano Polo               | Junín           |          |
| Peña Matías Prieto              | O'Higgins       |          |
| Peña Omar Patón Atondo          | Chacabuco       |          |
| Peña Once Bravos                | Junín           |          |
| Peña Pancho Melatini            | Junín           |          |
| Peña Renzo Spinaci              | Junín           |          |
| Peña Rodolfo Fito Pezzatti      | Vedia           |          |
| Peña Rafael Obligado            | Rafael Obligado |          |
| Peña Tanque Cuevas              | Chivilcoy       |          |
| Peña Tití Mastrángelo           | Junín           |          |

## Instalaciones
La sede del club y su estadio se encuentran en Necochea 25, en el este de la ciudad de Junín.

### El club

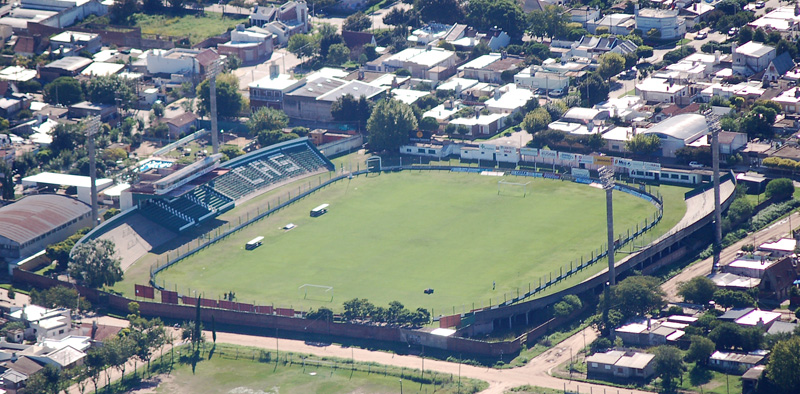
Estadio Eva Perón del Club Atlético Sarmiento de Junín.

- Salón para Eventos, para 150 personas
- 1 pileta de natación.
- 3 Canchas de tenis (sup. Polvo de ladrillo).
- Cancha de Hockey sobre césped.
- 3 Canchas de Fútbol 11
- 32 Palcos
- 20 Cabinas de Transmisión

### Ciudad deportiva
- 7 campos de juego profesional sembrados y con riego artificial.
- Cancha de arena.
- Cuestas para fuerza.
- 5 vestuarios.
- Baños para el público.
- Utilería.
- 4 Canchas de Fútbol Tenis.
- 3 Canchas de Tenis (sup. polvo de ladrillo).
- Estacionamiento.
- En construcción Centro de Alto rendimiento (con 14 canchas profesionales de entrenamiento para el plantel profesional y divisiones inferiores e infantiles).

### Estadio

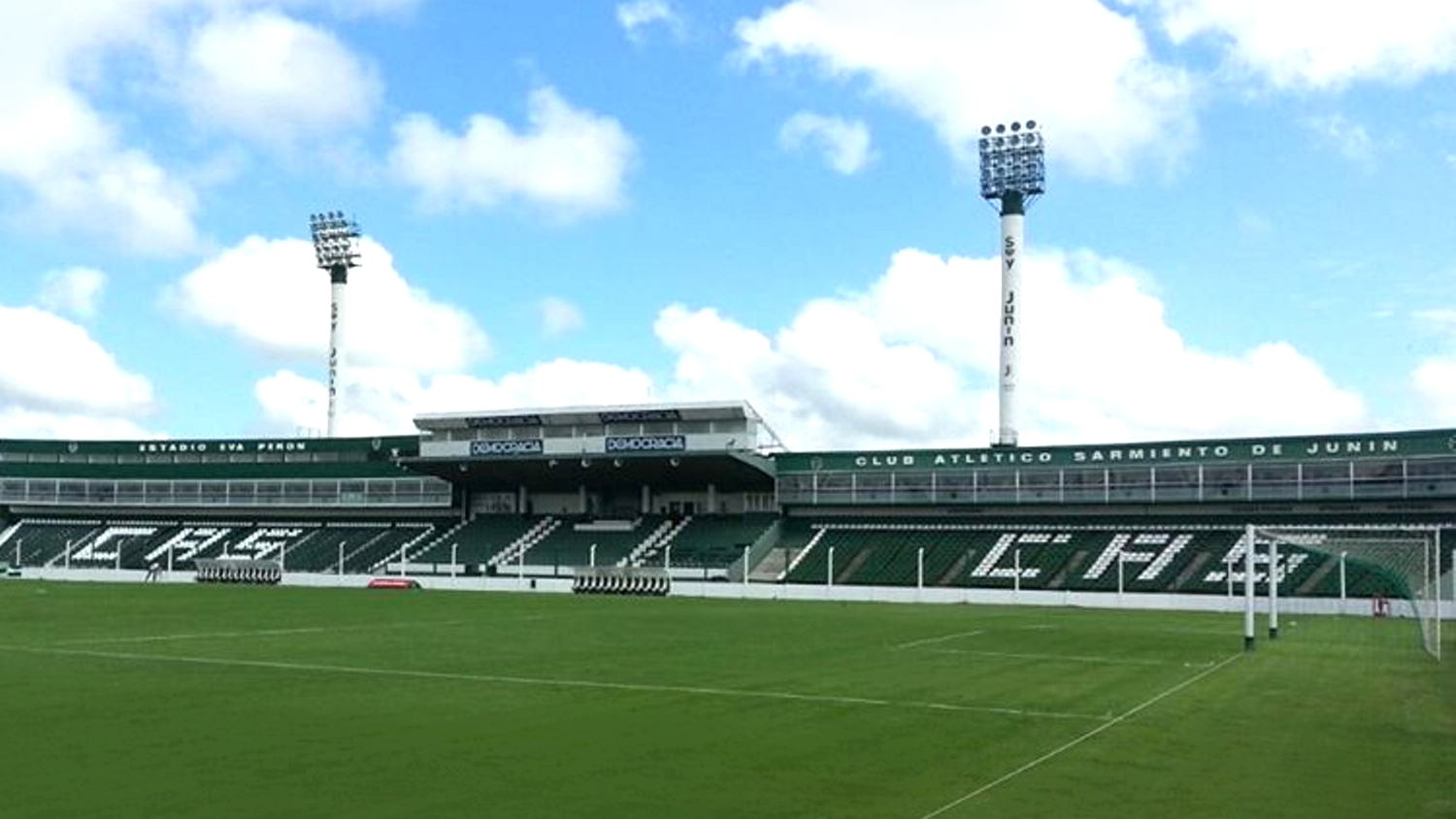
Estadio Eva Perón.

El Estadio Eva Perón fue inaugurado el 9 de julio de 1951 y es el único estadio en todo el territorio argentino que lleva el nombre de Eva Perón. Tiene una capacidad de 23 156 personas. Popularmente se le conoce como "el estadio de cemento", debido a su construcción realizada íntegramente de hormigón, en una época en que normalmente se utilizaban tablones de madera.
Hasta 2016 la capacidad del estadio era de 17 556 personas. Ese año se inauguró la cabecera de la calle Arias, una tribuna popular para 5 600 personas que llevó la capacidad del estadio a 23 156 espectadores.

## Rivalidades
El clásico rival histórico de Sarmiento es el Club Atlético Mariano Moreno, también de Junín. Llegaron incluso a enfrentarse también en la máxima categoría del fútbol profesional argentino, cuando en 1982 Moreno accedió al Torneo Nacional y tuvo como rival a Sarmiento, que había ascendido en 1980. Ambos partidos se jugaron en el estadio Eva Perón con el mismo resultado: triunfo del Verde por 4 a 1. El partido no se disputa desde entonces debido a la diferencia de divisiones entre ambos, además de que Mariano Moreno es un club indirectamente afiliado a la AFA, lo que hace que la única posibilidad de que se crucen sea en la primera o segunda división del fútbol argentino. Si bien Sarmiento participa en forma paralela en el campeonato de la Liga Deportiva del Oeste (liga regional que es parte de la 6ª división del fútbol argentino), lo hace con un equipo alternativo, por lo cual sus partidos contra Mariano Moreno en dicha división no se computan como oficiales para el historial entre ambos.
En el fútbol profesional y dada su gran amistad con Almirante Brown, Sarmiento mantiene una muy fuerte rivalidad con: 
- Deportivo Morón[21]
- Nueva Chicago[22][23]
- Tigre[24]

### Otras rivalidades
Quilmes y Chacarita Juniors.
Por la cercanía de las localidades de Junín y Pergamino, se instaló una rivalidad con Douglas Haig, alimentada tras la llegada de ese club al fútbol de la AFA a mediados de la década de 1980. Tal rivalidad es conocida como el "Clásico del Noroeste Bonaerense". No obstante, apenas se enfrentaron siete veces en partidos oficiales, con cuatro victorias para Sarmiento y tres empates.

## Afinidad
Su institución amiga desde el año 75 es Almirante Brown, con el que sostiene una afinidad desde hace 49 años. El sábado 29 de noviembre de 1975 en Rosario en la cancha de Newell's Old Boys, cuando por la segunda fecha del Torneo Hexagonal de ese año jugaron en dicho estadio Almirante ante Sarmiento. El partido culminó igualado en un gol, con tantos de Atondo, para Sarmiento y Ávalos para la Fragata. Lo anecdótico ocurrió cuando la hinchada de Almirante se iba del estadio y los esperaban los hinchas de Sarmiento. Cuando se produjo el encuentro, hubo un pequeño diálogo ente Ropero y Manopla jefes de Almirante con los jefes de la barra de Sarmiento e inmediatamente se sucedió el grito de Sarmiento y el Brown, un solo corazón. Los hinchas habían acordado esa amistad que quedó refrendada, con intercambios de banderas y camisetas, la gran amistad generada entre ambas parcialidades, hizo que en cada partido en el que Almirante Brown jugaba cosas importantes, los hinchas de Junín viajaban a Buenos Aires para sumar su aliento, y viceversa, siendo muy común, en los partidos en que se enfrentan, ver aficionados de ambas instituciones usando la camiseta del otro club, compartiendo también tribuna y cantos.
En el año 2010 pelearon un Torneo Sarmiento y Almirante y la amistad jamás se vio alterada, algo único y para destacar en el fútbol Argentino es por eso que en forma de respeto y admiración la gente del equipo de La Matanza le obsequió al Verde de Junín una bandera con los colores de Almirante con el escudo de Sarmiento. Es famosa la historia del hincha de Almirante que se fue caminando desde La Matanza a Junín por una promesa a su amigo de Sarmiento. Esta es sin dudas una de las amistades más grandes entre dos clubes del fútbol Argentino.

## Uniforme y colores
- Uniforme titular: Camiseta verde con vivos blancos, pantalón blanco y medias verdes.
- Uniforme alternativo: Camiseta blanca con vivos verdes, pantalón y medias blancas.

Los colores oficiales al comienzo fueron el verde y blanco, a rayas verticales, figurando así en el estatuto primitivo. pero por aquella época era muy difícil conseguir telas de buena calidad entonces al lavarse desteñían y se mezclaban los colores, entonces se decidió que era mejor que la camiseta sea totalmente de color verde para evitar la desprolijidad.

### Últimos diseños
- 2024

|  |  |  |  |

- 2023

|  |  |  |  |

- 2022

|  |  |  |  |

- 2021

|  |  |  |  |

- 2019-20

|  |  |  |

- 2018-19

|  |  |  |

- 2017-18

|  |  |  |

- 2016-17

|  |  |  |  |

- 2015

|  |  |  |

- 2014

|  |  |  |

- 2013-14

|  |  |  |  |

- 2012-13

|  |  |  |

- 2010-12

|  |  |  |

### Indumentaria y patrocinador
| Período       | Proveedor   |
| ------------- | ----------- |
| 1979          | Adidas      |
| 1980          | Sportlandia |
| 1981-1989     | Adidas      |
| 1989-1991     | Uhlsport    |
| 1991-1992     | Adidas      |
| 1992-1995     | Nanque      |
| 1995-1996     | Penalty     |
| 1996-1997     | Mitre       |
| 1997-1999     | Vars        |
| 1999-2000     | Uhlsport    |
| 2000-2002     | Dana        |
| 2002-2003     | Don Balón   |
| 2003-2006     | Flash       |
| 2006-2009     | Run Up      |
| 2009-2013     | Kappa       |
| 2013-2015     | Joma        |
| 2016-2018     | Penalty     |
| 2018-Presente | Coach       |

| Período       | Proveedor                |
| ------------- | ------------------------ |
| 1980          | Semanario                |
| 1981-1983     | Canal 2 Junín            |
| 1984-1986     | Sofama                   |
| 1986-1987     | Andi                     |
| 1987-1989     | Impulso Pinturas         |
| 1989-1990     | Her Cal                  |
| 1990-1992     | Andi                     |
| 1992-1993     | Distrigar                |
| 1993-1995     | Banco de Junín           |
| 1995-1996     | Banco Crédito Provincial |
| 1996-1997     | 7up Mielgo               |
| 1997-1998     | Pepsi/7up Mielgo         |
| 1998-1999     | De Ciervo                |
| 1999-2000     | Los Super 1-2-3-4        |
| 2000-2002     | LG Extralimp             |
| 2002-2004     | Molinos Tassara          |
| 2004-2005     | Sofama Naldo Lombardi    |
| 2005-Presente | Naldo La Pequeña Familia |

## Actualidad
En la actualidad se encuentra en pleno crecimiento, con políticas para fortalecer las divisiones inferiores, las cuales a partir de la temporada (2009) intervienen en los campeonatos organizados por la AFA, con el objetivo de elevar el nivel de juego de los chicos que en el futuro representaran al Club Atlético Sarmiento en su fútbol profesional. Se han realizado convenios con clubes de distintas ciudades de la región con el objetivo de ayuda mutua entre clubes. Hoy el Club Atlético Sarmiento cuenta con la cantidad aprox. de 500 chicos entre sus escuelas de fútbol ubicadas en distintas zonas de la ciudad de Junín. Actualmente, la entidad cuenta con aprox. 8000 socios.
A fines de la temporada 2010-2011 y en medio de una de las peores campañas de la historia de la institución en la categoría Primera B Metropolitana, Sergio Lippi sucede en el cargo de entrenador a Alberto "Beto" Pascutti. Lippi cambió la mentalidad de un equipo, raleado de profesionales que jugaba mayormente con jugadores juveniles, logrando victorias que en el transcurso de la temporada parecían imposibles de lograr.
Tras una evaluación del plantel con el que contaba, Sergio Lippi, junto con la Comisión Directiva, encabezada por el presidente Fernando Chiófalo, comenzaron a armar el plantel para afrontar la temporada 2011-2012, con serias aspiraciones al título.
Se conformó un plantel competitivo, con valores extraídos de categorías superiores como es el caso de Martín Andrizzi, Claudio Flores, Roberto Tucker y Héctor Cuevas. Y grandes promesas que aún no habían brillado como Yamil Garnier, Ramón Ábila y Adrián Maidana.
Una buena amalgama entre experiencia y juventud hicieron del Sarmiento modelo 2011-2012 un equipo muy duro que supo brillar tanto en el torneo de liga como en la primera edición de la Copa Argentina. Es en esta competencia donde el club de Eva Perón, logró muy buenos resultados futbolísticos como vencer a San Martín de San Juan y a Colón de Santa Fe, en el estadio Marcelo Bielsa de Newell's Old Boys, ambos equipos provenientes de la Primera División del fútbol argentino.
Sarmiento abandona su participación copera luego de la derrota frente a Deportivo Merlo, en cancha del Club Atlético Platense, frente a gran cantidad de público que viajó desde Junín. Así el club orienta sus objetivos hacia su meta más importante: el campeonato de liga, que otorga el pase a la categoría inmediata superior.
Tras algunos vaivenes en las últimas fechas, el Verdolaga se enfrentaba a un viejo rival del ascenso y su inmediato perseguidor Colegiales. Llegó así la ansiada fecha decisiva. El 19 de mayo de 2012 Sarmiento saltó a la cancha con una multitud de hinchas apoyándolo, provenientes de la ciudad y todos los puntos geográficos aledaños a Junín. Un marco de 22 000 personas, solo igualado en el partido definitorio de su ascenso a Primera División en 1980, frente a Chacarita Juniors.
El resultado del partido fue un 3 a 0 a favor del conjunto juninense, que logró explotar de sentimiento a una ciudad que latía fervientemente esperando la consagración de su institución emblema. Los festejos se prolongaron por días y ya el ambiente futbolístico empezaba a comentar el plantel y la participación de la entidad en el próximo campeonato de la Primera B Nacional del fútbol argentino.
Nuevamente Sergio Lippi en conjunto con la Comisión Directiva del club, conformaron un buen equipo, reforzando el plantel campeón de la Primera B Metropolitana, en puestos clave y con el lema de austeridad presente en todo momento.
Sarmiento, posteriormente, logra el mejor campeonato en la categoría (desde su creación en 1986) obteniendo el quinto puesto y peleando el tercer ascenso hasta el final del torneo con el club Olimpo de Bahía Blanca, que finalmente fue el tercer ascendido luego de Rosario Central y Gimnasia y Esgrima La Plata, primero y segundo, respectivamente.
Para la temporada 2013-2014 la Comisión Directiva encabezada por el Ingeniero Chiófalo apuesta a aumentar el presupuesto del plantel profesional y se contratan jugadores importantes de la categoría buscando mejorar la marca del torneo anterior.
Si bien el comienzo del torneo es bueno, una serie de cinco derrotas consecutivas y provocan que el DT, Sergio Lippi, decida presentar su renuncia pese al apoyo total de la dirigencia del club y del hincha y socio para que continúe. Previamente a ello se realiza un "banderazo" en la puerta de su casa para demostrar el apoyo incondicional al último DT campeón.
Marcelo Fuentes se hace cargo conducción técnica después de la ida de Lippi del club.
Con Marcelo Fuentes termina en la décima posición con 55 puntos con el objetivo fijado, tras una irregular campaña, en el 2014 se propone seguir al frente del club para pelear los 10 ascenso a primera, pero fuentes rechaza la oferta y tras unos días en busca de DT se hace cargo Roberto Trotta del primer equipo.
Trotta armó el plantel junto a la CD y empieza el campeonato con 0 PG 2 PE 2 PP, al ser un torneo de 6 meses y sin respuesta futbolística, se produce la renuncia del mismo, Chiofalo se reúne con Lippi para que se haga cargo del Primer Equipo y se convierte en el nuevo técnico de Sarmiento por tercera vez.
Con Lippi en el banco, Sarmiento encuentro una regularidad e idea de juego que lo hace llegar al cuarto puesto de la tabla de la Zona B con 30 puntos, habiendo perdido solo 2 partidos bajo la dirección técnica de Lippi contra el mismo equipo All Boys. De esta manera logra su 2 ascenso con el club, esta devolviéndolo a la Primera División luego de 32 años.
Sergio Lippi dirige todo el campeonato de Primera División, logrando muy buenos resultados y manteniendo la categoría como el empate 1-1 ante independiente y la victoria 4 a 0 ante Quilmes, mantiene al equipo en primera tras ganarle a San Martín de San Juan por 1-0 con gol de Gervasio Nuñez quien emigraría a Brasil, para vestir la casaca del Botafogo la temporada siguiente y formaría un equipo competitivo para mantener la categoría al año siguiente.
Sergio Lippi siguió en el cargo y tras un mal comienzo,y luego de perder 3 a 0 ante Belgrano de Córdoba, deja el cargo y Sarmiento contrata a un hombre con experiencia: Ricardo Caruso Lombardi, que empata contra Godoy Cruz y tras una derrota ante Rosario Central, logra 2 grandes empates ante Independiente y River Plate, suma pequeños puntos importantes y a falta de 3 fechas, logró ganarle 1 a 0 a Patronato, dando un paso muy importante para asegurar la permanencia, aunque una caída ante Tigre por 1 a 0 como local, obligaba al Verde a ganar en la última fecha. Su competidor directo era Argentinos Juniors, que jugaron sus partidos en simultáneo, el Bicho logró vencer a Atlético de Rafaela por 2 a 0, pero como Sarmiento, en Bahía Blanca, se quedó con la victoria por 1-0 ante Olimpo, en el minuto 92' con gol de Renzo Spinacci, se aseguró jugar en la máxima categoría un año más.
Luego de la hazaña, Caruso Lombardi dejó de ser el entrenador del equipo y fue reemplazado por Gabriel Schurrer quien no pudo conseguir buenos resultados y dejó el club de Junín luego de la octava fecha. Rápidamente fue contratado Jorge Burruchaga con la difícil tarea de engrosar el promedio. El ex DT de Independiente tuvo un buen comienzo pero renunció luego de 5 fechas porque Sarmiento no iba a cobrar el dinero que la Asociación del Fútbol Argentino le adeudaba y la dirigencia no le aseguraba poder pagarle su contrato.
Para la segunda mitad de la temporada, Fernando Quiroz arribó al Verde con un panorama muy complicado. Antes de disputarse la fecha 28 del torneo, debido a los triunfos de Huracán y Temperley, se decretó el descenso del conjunto de Junín al Nacional B. Sarmiento volvía a la segunda categoría luego de tres años. 
Luego de dos fechas en la segunda categoría en donde no pudo sumar de a tres y la eliminación por goleada de la Copa Argentina ante Atlético Tucumán, Quiroz renunció a su cargo como DT del Verde.
En 2020 ascendió nuevamente a la Liga Profesional por tercera vez.
De cara al inicio de la Copa 2023 de la Liga Profesional, Sarmiento se encontró en una situación muy comprometida: habiendo finalizado en el puesto 19, con 30 unidades, se encontraba a solo 5 puntos de la zona de descensos en la Tabla Anual; debido a que Arsenal, que iba último, ya se encontraba en zona de descenso por la Tabla de Promedios. En esta última tabla, el club de Junín se encontraba más complicado, disputando por evitar el penúltimo puesto durante la disputa del Torneo 2023 de la LPF; pero una resolución tomada previo a la finalización del torneo por la Asambrea Extraordinaria, en una votación unánime, suprimió el descenso para esa posición, lo que permitió a Sarmiento olvidarse de los promedios por esa temporada. A pesar del beneficio, el club no realizó una buena campaña en la Copa y se vio comprometido hasta la penúltima fecha, cuando el empate de Unión aseguró su permanencia en la máxima categoría. Sin embargo, su situación volvió a condicionarse ya con la temporada finalizada, debido al reclamo que realizó Colón a la AFA con respecto a su descenso y a la supresión del descenso por promedio, que fue tratado por la entidad. A pesar de ello, el reclamo fue desestimado por el Tribunal de Disciplina de la AFA y, recientemente, por el Tribunal de Apelaciones.

## Jugadores

### Ídolos

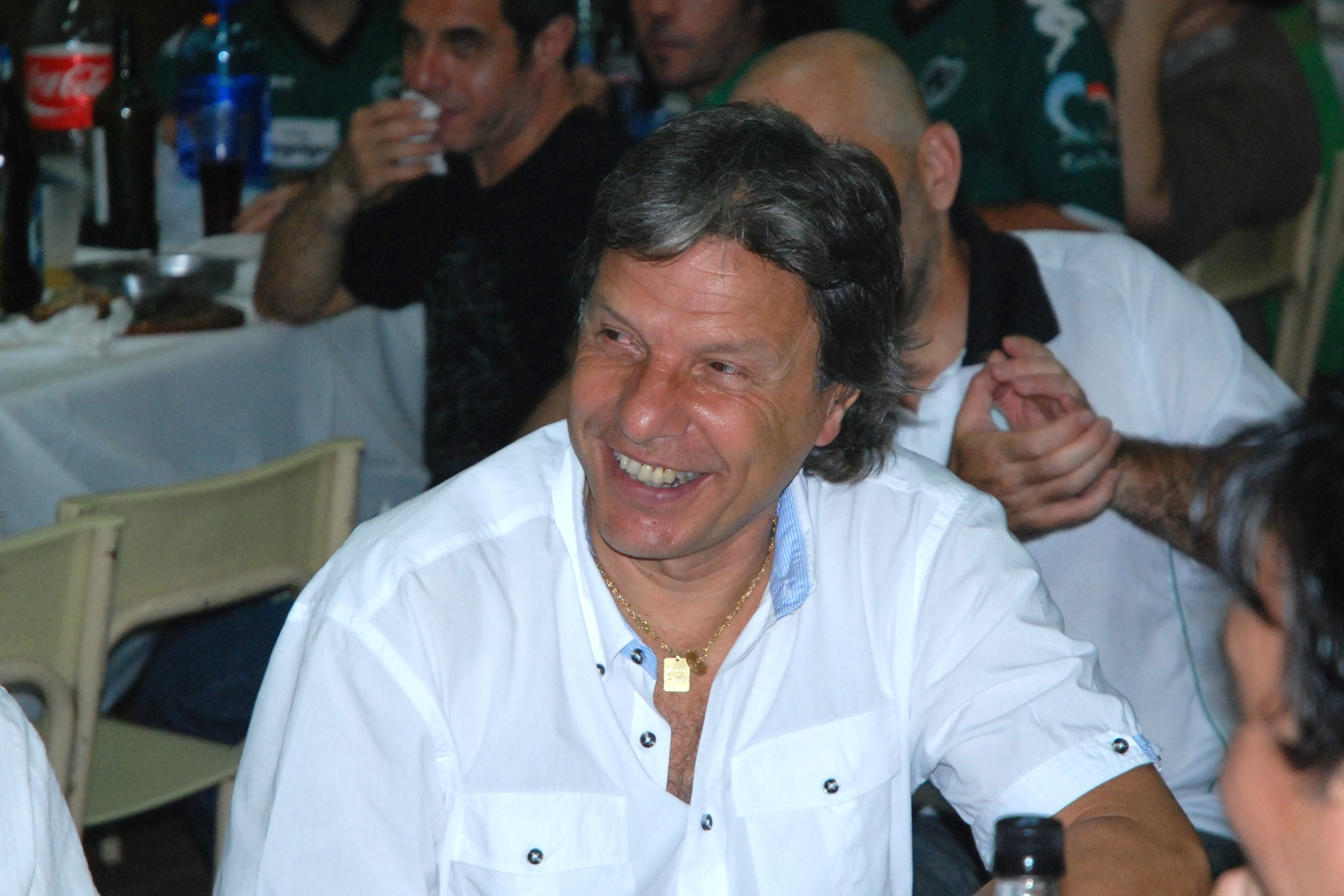
José Raúl Toti Iglesias, uno de los máximos ídolos del club, durante un homenaje en la filial de Sarmiento en la ciudad de La Plata, que lleva su nombre.

- Horacio Taqueta Barrionuevo, nació en Junín el 6 de junio de 1939 y se inició en las divisiones inferiores del club. A los 17 años debutó en el plantel profesional, en el torneo de Primera B de 1956. Jugó para Sarmiento 197 partidos hasta 1969. Es uno de los máximos goleadores del club, con 88 conquistas. Más adelante volvería a la institución como director técnico.
- Raúl Toti Iglesias, es uno de los máximos ídolos del club. Fue el goleador del equipo de Sarmiento que obtuvo el título de Primera B de 1980 y el consecuente ascenso a primera División, por primera vez en la historia del club. Posteriormente jugaría en Racing Club -donde también es considerado como ídolo- y en la selección argentina. La filial de Sarmiento en La Plata lleva su nombre.
- Luciano Polo, es el jugador con mayor cantidad de partidos jugados con la camiseta "verde" en la Primera División del fútbol argentino. Además fue la única persona que paso por la institución y logró ascender como jugador y como técnico.
- Norberto Mastrangelo, jugador que disputó desde categoría Novena hasta llegar al plantel de Profesional, siendo capitán por muchos años. Además es el mayor Jugador de la Historia del Club, junto con Luciano Polo en lograr más ascensos como jugador y cuerpo técnico.

### Jugadores destacados
- Ezequiel Cerutti: salido de las divisiones inferiores del club, se destacó en el ascenso a la Primera B Nacional en 2012. Posee el apodo "Pocho" por tener características similares a las del "Pocho" Lavezzi.
- Héctor Cuevas es el jugador con mayor cantidad de ascensos en la institución verdolaga. Con sus goles se lograron dos campeonatos (Primera B 2004 y Primera B 2012 ) y el ansiado ascenso a Primera División (B Nacional 2014).
- Juan Gilberto Funes: debutó en el profesionalismo en el Verde de Junín; luego sería campeón de la Copa Libertadores de América y de la Copa Intercontinental con River Plate en 1986.
- Ricardo Gareca: uno de los mejores delanteros argentinos de la década de 1980, tuvo su despegue futbolístico jugando en el Verde. Él lo recordaría, años después y ya consagrado: "A Sarmiento le debo todo, ese equipo me cambió la vida".[44]
- Yamil Garnier: metiéndose en el corazón del hincha, debido a su entrega, siempre dio su corazón y garra por la camiseta del verde. Tras haber llegado en 2012 de la mano de Sergio Lippi, se convirtió en ídolo contemporáneo de la Institución. Fue apodado por los hinchas "El Gladiador".
- Daniel Passarella: debutó como profesional en Sarmiento de Junín. Luego sería capitán de la Selección Argentina de fútbol campeona del mundo en 1978 e ídolo de River Plate.
- Ernesto Pelli: el máximo goleador del club: marcó 128 goles en 298 partidos entre 1952 y 1962. Este formidable goleador, a la fecha se ubica en la tercera posición dentro de la tabla histórica de goleadores de la segunda división del fútbol argentino.

### Directores técnicos destacados
- Mario Rizzi (Campeón de Primera B Metropolitana 2004 logrando el ascenso a la Primera B Nacional).
- Sergio Lippi (Campeón de Primera B Metropolitana 2012 logrando el ascenso a la B Nacional y ascenso a Primera División en 2014).

### Otros jugadores históricos
| - Pablo Aguilar - Julio Apariente - Omar Atondo - Oscar Avilés - Oscar Ayala - Juan Carlos Bermegui - Bocha Boianelli - Hugo Bissón - Elmo Bovio - Rodrigo Burela - Ricardo "Mangala" Cajiao - Pedro Cambareri | - Daniel Cangialosi - Jorge Clara - Roberto Espósito - Mauricio Ferradas - Rodolfo Fischer - Rubén Oscar Glaria - Aldo Ramón González - Néstor Hernandorena - Osmar "Velorio" Jiménez - Luciano Lo Bianco - Miguel Ángel López - Noel Madama - Oscar "Gato" Magallanes | - Oscar Más - Norberto Mastrángelo - Horacio Medina - Oscar Melillo - Gastón Merlo - Gustavo Merlo - Oscar "Chaqueño" Morales - Cristian Fernando Muñoz - Máximo Raúl Nardoni - Fabio Nigro - Gustavo Olavarriaga - Víctor Oyarzábal - Héctor Alberto Ortega | - Jorge Peremateu - Rodolfo Pezzatti - Enrique Primerano - Héctor Rodríguez - Hugo Spadaro - Jorge Adrián Stranges - Marcial Suárez - José Tomino - Ricardo Ullrich - Carlos Zavaleta - Ricardo Gareca - Daniel Pasarella - Guillermo Beraza - Daniel Delgado |

## Datos del club

### Línea de tiempo
Hasta 1951, el club participó únicamente en los torneos amateurs de la Liga Deportiva del Oeste. Desde 1952 cuenta con doble afiliación, a la liga de Junín y a la Asociación del Fútbol Argentino (AFA), por lo que desde entonces el club participa simultáneamente con un equipo profesional en los campeonatos de la AFA y con otro amateur en la LDO.

### Torneos disputados
- Torneos disputados en el fútbol profesional: 78 (1952 - 2025) sin contar copas nacionales.

- Torneos disputados en Primera División: 12 (15,4%)
  - Campeonato Metropolitano: 2 (1981 y 1982).
  - Torneo Nacional: 2 (1981 y 1982).
  - Primera División: 3 (2015, 2016 y 2016/17).
  - Liga Profesional: 5 (2021, 2022, 2023, 2024 y 2025).

- Torneos disputados en Segunda categoría: 35 (44,9%)
  - Primera B: 25 (1952, 1953, 1954, 1955, 1956, 1957, 1958, 1959, 1960, 1961, 1962, 1963, 1964, 1965, 1966, 1967, 1968, 1975, 1976, 1978, 1979, 1980, 1983, 1984 y 1985).
  - Primera Nacional: 10 (1993/94, 1996/97, 2004/05, 2012/13, 2013/14, 2014, 2017/18, 2018/19, 2019/20 y 2020).

- Torneos disputados en Tercera categoría: 26 (33,3%)
  - Primera B: 18 (1991/92, 1992/93, 1994/95, 1995/96, 1997/98, 1998/99, 1999/00, 2000/01, 2001/02, 2002/03, 2003/04, 2005/06, 2006/07, 2007/08, 2008/09, 2009/10, 2010/11 y 2011/12).
  - Primera C: 8 (1969, 1970, 1971, 1972, 1973, 1974, 1977 y 1986).

- Torneos disputados en Cuarta categoría: 5 (6,4%)
  - Primera C: 5 (1986/87, 1987/88, 1988/89, 1989/90 y 1990/91).

- Copas nacionales disputadas: 16
  - Copa Argentina: 12 (2011/12, 2012/13, 2013/14, 2014/15, 2015/16, 2016/17, 2018/19, 2019/20, 2022, 2023, 2024 y 2025).
  - Copa de la Liga Profesional: 4 (2021, 2022, 2023 y 2024).

- Ubicación en la Tabla histórica de Primera División: 43º (2022).
- Máximo goleador: Ernesto Pelli (128 goles).
- Más partidos disputados: Hebert Pérez (343 partidos).

### Movilidad interdivisional

#### Era Profesional
- 2ª (Primera B) a 3ª (Primera C) en 1968
- 3ª (Primera C) a 2ª (Primera B) en 1974
- 2ª (Primera B) a 3ª (Primera C) en 1976
- 3ª (Primera C) a 2ª (Primera B) en 1977
- 2ª (Primera B) a 1ª (Primera División) en 1980
- 1ª (Primera División) a 2ª (Primera B) en 1982
- 2ª (Primera B) a 3ª (Primera C) en 1985
- 3ª (Primera C) a 4ª (Primera C)* en 1986
- 4ª (Primera C) a 3ª (Primera B) en 1990-91
- 3ª (Primera B) a 2ª (Primera B Nacional) en 1992-93
- 2ª (Nacional B) a 3ª (Primera B) en 1993-94
- 3ª (Primera B) a 2ª (Primera B Nacional) en 1995-96
- 2ª (Primera B Nacional) a 3ª (Primera B) en 1996-97
- 3ª (Primera B) a 2ª (Primera B Nacional) en 2003-04
- 2ª (Primera B Nacional) a 3ª (Primera B) en 2004-05
- 3ª (Primera B) a 2ª (Primera B Nacional) en 2011-12
- 2ª (Primera B Nacional) a 1ª (Primera División) en 2014
- 1ª (Primera División) a 2ª (Primera B Nacional) en 2016-17
- 2ª (Primera B Nacional) a 1ª (Primera División) en 2020[45]

(*) Por reestructuración de torneos. Sarmiento se mantuvo en Primera C, pero esa división pasó de 3.ª a 4.ª categoría al crearse el Nacional B.

### Goleadas

#### A favor
- En Primera División: 4-0 a Quilmes en 2015.
- En el Nacional B: 5-1 a Douglas Haig de Pergamino en 1993.
- En Primera B: 7-1 a San Miguel en 1992 y a Almagro en 1995.
- En Primera C: 9-0 a Barracas Central en 1977.
- En Primera División: 4-1 a Club Atlético Tucumán en 2023.

#### En contra
- En Primera División: 0-7 vs River Plate en 2022, 6-0 vs Independiente en 2021
- En el Nacional B: 0-4 vs Nueva Chicago en 1994, Atlético Rafaela en 2004/05, Defensa y Justicia en 2004/05, 1-5 vs San Martín de Tucumán, por torneo reducido por el segundo ascenso a Primera División del Fútbol Argentino
- En Primera B: 1-7 a San Telmo en 1965

## Palmarés

### Torneos nacionales
| Torneos nacionales | Títulos                  | Ascensos                |
| ------------------ | ------------------------ | ----------------------- |
| Segunda División   | 1980 y 2020.             | 2014                    |
| Tercera División   | 1977, 2003/04 y 2011/12. | 1974, 1992/93 y 1995/96 |
| Cuarta División    |                          | 1990/91                 |

### Copas amistosas nacionales
- Copa Carlos Trincavelli: (1) 1993
- Copa Naldo Lombardi: 3 (2000 y 2007 -2-)
- Copa 90.ª Club Origone: 1 (2008)
- Copa Ciudad de Vedia: 1 (2008)
- Copa Ciudad de Junín: 1 (2010)
- Copa San Luis: 1 (2016)[46]

### Ligas Regionales
- Liga Deportiva del Oeste (23): 1917, 1920, 1921, 1928, 1929, 1932, 1936, 1937, 1939, 1943, 1944, 1945, 1950, 1953, 1954, 1956, 1957, 1960, 1995 (apertura), 1999 (apertura), 1999 (clausura), 2001 (clausura), 2018 (apertura).
- Torneos Interligas (1): 2006.
- Torneos nocturnos no oficiales (4): 1957/58, 1962/63, 1964/65, 1991/92.

### Categorías inferiores
- División Reserva: 1 (Copa de la Liga 2021).